# Gigawatt-giorno
Il gigawatt-giorno (simbolo GWd o GW·d) è un'unità di misura di energia corrispondente al prodotto di una potenza di 1 gigawatt per il tempo di 1 giorno (giorno = 24 × 3600 = 86400 secondi). Tale quantità corrisponde, nel Sistema Internazionale, alla quantità di 86,4 TJ, cioè 86,4 1012 Joule. 
Normalmente tale grandezza viene usata, in ambito dell'ingegneria nucleare, per riferirsi alla quantità di energia che si riesce ad estrarre dall'unità di massa di combustibile nucleare. Si tratta quindi di un concetto equivalente al potere calorifico di un combustibile. Nell'ambito nucleare si preferisce l'espressione burnup. Tale grandezza in genere oscilla da valori di 7 GWd/t per un reattore CANDU fino ad oltre 50 GWd/t per reattori più avanzati di tipo PWR e BWR.
Il differente valore non deriva da "inefficienze" di conversione di energia ma si tratta di una semplice conseguenza del diverso livello di arricchimento del combustibile nucleare usato. Infatti in un reattore CANDU si fa normalmente uso di Uranio in arricchimento naturale, cioè l'isotopo U-235 figura solo per il 0,7% sul totale dell'Uranio presente nel combustibile; nel caso di impianti PWR si può arrivare ad arricchimenti dell'ordine del 5%.